# Dream Theater (album)
A Dream Theater a Dream Theater amerikai progresszív metal együttes tizenkettedik, 2013. szeptember 20-án kiadott lemeze. Az albumról a The Enemy Inside című dalt 2014-ben Grammy-díjra jelölték a Best Metal Performance kategóriában.

## Közreműködők
- James LaBrie – ének
- John Petrucci – gitár és háttérvokál
- Jordan Rudess – billentyűs hangszerek
- John Myung – basszusgitár
- Mike Mangini – dobok

## Az album dalai
Az összes dalszöveg szerzője John Petrucci, kivéve a jelzett daloknál; az összes szám szerzője Petrucci, Jordan Rudess, LaBrie, John Myung and Mike Mangini, kivéve a jelzett daloknál.
| 1.    | False Awakening Suite - "III. "Lucid Dream" (instrumentális; zene: Petrucci, Rudess) | 2:42 0:58 0:45 1:03            |
| 2.    | The Enemy Inside                                                                     | 6:17                           |
| 3.    | The Looking Glass                                                                    | 4:53                           |
| 4.    | Enigma Machine (instrumentális; zene: Petrucci, Rudess, Myung, Mangini)              | 6:01                           |
| 5.    | The Bigger Picture                                                                   | 7:40                           |
| 6.    | Behind the Veil                                                                      | 6:52                           |
| 7.    | Surrender to Reason (szöveg: Myung)                                                  | 6:34                           |
| 8.    | Along for the Ride (zene: Petrucci, Rudess)                                          | 4:45                           |
| 9.    | Illumination Theory - "V. Surrender, Trust & Passion"                                | 22:17 1:16 5:45 4:09 4:07 7:00 |
| 68:01 |                                                                                      |                                |

| Japán kiadás bónusza | Japán kiadás bónusza              | Japán kiadás bónusza | Japán kiadás bónusza | Japán kiadás bónusza | Japán kiadás bónusza | Japán kiadás bónusza | Japán kiadás bónusza | Japán kiadás bónusza | Japán kiadás bónusza |
| #                    | Cím                               | Hossz                |                      |                      |                      |                      |                      |                      |                      |
| -------------------- | --------------------------------- | -------------------- | -------------------- | -------------------- | -------------------- | -------------------- | -------------------- | -------------------- | -------------------- |
| 10.                  | The Enemy Inside (instrumentális) | 6:17                 |                      |                      |                      |                      |                      |                      |                      |
| 74:18                |                                   |                      |                      |                      |                      |                      |                      |                      |                      |

## Listás helyezések
| Lemezeladási lista                            | Legjobb helyezés |
| --------------------------------------------- | ---------------- |
| Ausztrália (ARIA Top 50 Albums)               | 15               |
| Ausztria (Ö3 Austria Top 40)                  | 7                |
| Belgium (Ultratop Flandria)                   | 16               |
| Belgium (Ultratop Vallónia)                   | 29               |
| Dánia (Hitlisten Album Top 40)                | 6                |
| Egyesült Királyság (UK Albums Chart)          | 15               |
| Egyesült Királyság (UK Rock & Metal Albums)   | 1                |
| Finnország (Musiikkituottajat Albumit Top 50) | 2                |
| Franciaország (SNEP Album Top 100)            | 18               |
| Hollandia (Dutch Charts Album Top 100)        | 4                |
| Kanada (Billboard Canadian Albums Chart)      | 5                |
| Lengyelország (ZPAV Album Top 50)             | 4                |
| Magyarország (MAHASZ Top 40 albumlista)       | 2                |
| Németország (Media Control Top 100 Album)     | 4                |
| Norvégia (VG-lista Album Top 40)              | 7                |
| Olaszország (FIMI Album Top 20)               | 2                |
| Portugália (AFP Top 30 Albums)                | 10               |
| Spanyolország (PROMUSICAE Top 100 Álbumes)    | 11               |
| Svájc (Schweizer Hitparade Top 100 Albums)    | 5                |
| Svédország (Sverigetopplistan Top 60 Albums)  | 5                |
| USA Billboard 200                             | 7                |
| USA Digital Albums (Billboard)                | 10               |
| USA Top Rock Albums (Billboard)               | 3                |
| USA Top Hard Rock Albums (Billboard)          | 1                |
| USA Top Tastemaker Albums (Billboard)         | 3                |